# Ida Münzberg
Ida Münzberg, Ida Leontyna Münzberg, cz. Münzbergová (ur. 19 lutego 1876 w Trzycieżu, zm. 11 lipca 1955 w Czeskim Cieszynie) – czeska malarka.

## Życiorys
Urodziła się w budynku administracji leśnej, gdzie jej ojciec Adolf pracował jako leśniczy arcyksięcia. Matka miała na imię Cecylia. 
Studiowała za granicą, a potem mieszkała w Cieszynie i Czeskim Cieszynie. Malowała kwiaty, portrety i pejzaże. Przez 6 lat przed podziałem Cieszyna pracowała jako nauczycielka rysunku w cieszyńskim liceum żeńskim, potem uczyła malarstwa i rysunku prywatnie, a w 1912 r. otworzyła kurs rysunku, malowania, drzeworytu z natury i prac w metalu. W kolejnym okresie twórczości motywy malarskie czerpała ze środowiska robotniczego obserwowanego na budowach. We wszystkich jej obrazach widać dążenie do realistycznego przedstawienia świata, który widziała. W 1924 roku jej obrazy były prezentowane w polskim Cieszynie. Wielkim sukcesem okazała się jej indywidualna wystawa w ratuszu w Czeskim Cieszynie w grudniu 1933 roku. Zaprezentowała tam 80 swoich prac. W czasie wojny miała wystawę objazdową w Niemczech
W dniach 10–31 lipca (wg innego źródła 17–31 lipca) 1955 roku 60 prac Idy Münzberg było prezentowanych w Czeskim Cieszynie na Wystawie Śląska Cieszyńskiego (cz. Výstava Těšínska), którą odwiedziło 200 tysięcy osób. Dzień po rozpoczęciu (lub wg innego źródła pięć dni przed otwarciem wystawy) wydarzenia malarka zmarła. Została pochowana na miejscowym cmentarzu.

## Edukacja i twórczość
Pierwsze podstawy rysunku i malarstwa zdobyła u profesora Funke. W latach 1903–1911 uczęszczała do szkoły artystycznej dla panien i dziewcząt oraz do Akademii Sztuk Pięknych w Wiedniu. Studiowała tam pod kierunkiem profesorów Hansa Tichego i Rudolfa Jetmara. W Wiedniu miała możliwość zapoznania się z wszelkimi rodzajami rzemiosła artystycznego, ale poza chwilowym zainteresowaniem małą rzeźbą w metalu w klasie profesora Gustava Klimta tylko malarstwo i rysunek przyciągnęły ją na stałe. Słynęła z obrazów kwiatów (szczególnie kaczeńców i słoneczników) oraz portretów i widoków z podróży. Na ogół stosowała technikę malarstwa olejnego. Współpracowała z malarzami takimi jak: Karol Niedoba, Bronisław Małkowski, Franz Aschenbrenner, którzy tak jak ona uczyli rysunku w szkołach w Cieszynie. Jej uczniem był m.in. Brunon Kotula, księgarz, wydawca i społecznik śląskocieszyński.

## Upamiętnienie
Po ukończeniu studiów zamieszkała na stałe w Cieszynie przy ulicy Przykopa, natomiast po II wojnie światowej osiadła w domu przy ulicy Praskiej w Czeskim Cieszynie, o czym informuje tablica umieszczona w 1996 r., czyli w 120. rocznicę urodzin malarki. 
W roku 1976 oraz w roku 1996 Muzeum w Czeskim Cieszynie zorganizowało dwie retrospektywne wystawy Idy Münzberg.

## Wybrane dzieła

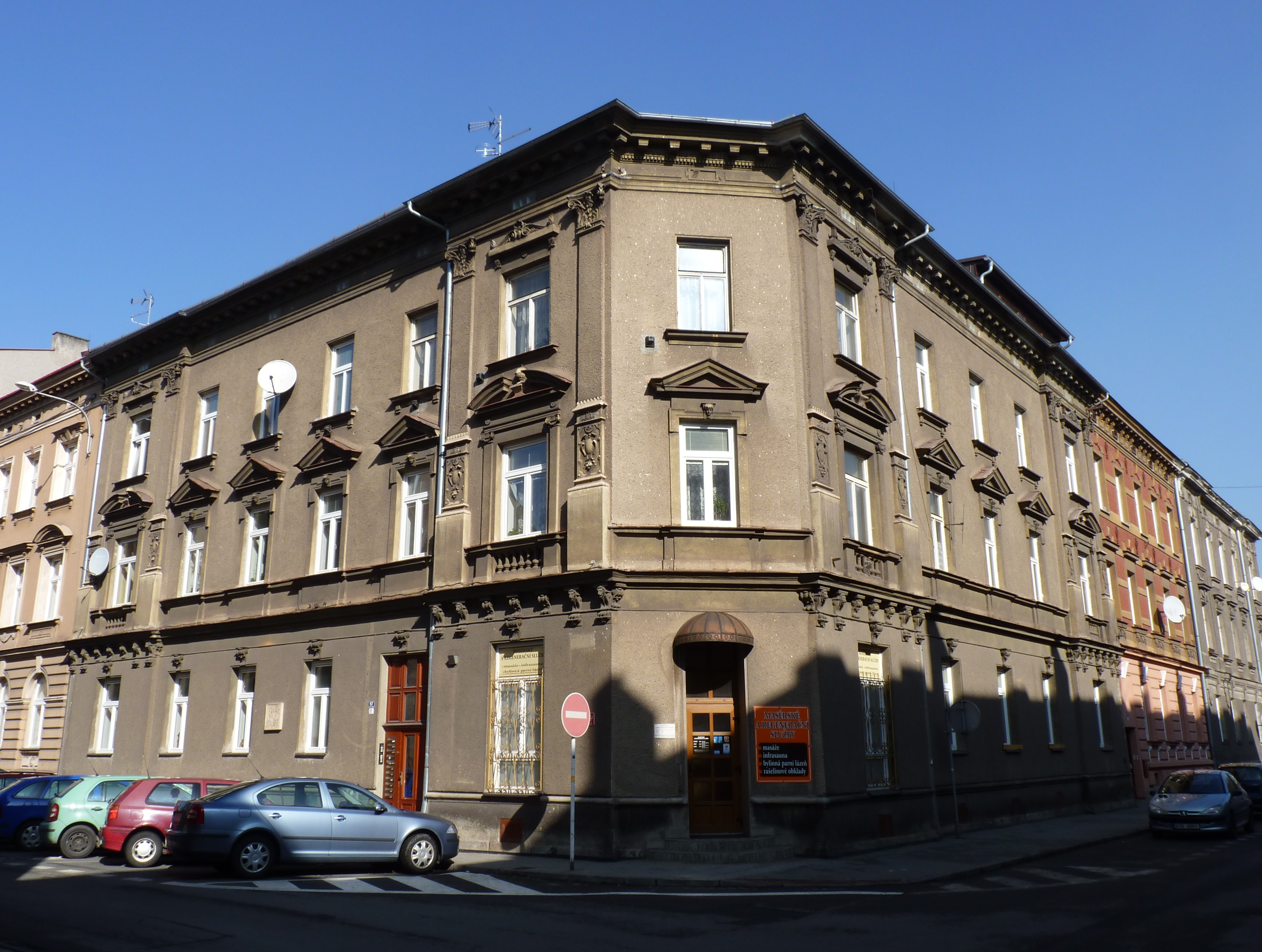
Dom w Czeskim Cieszynie, w którym mieszkała Ida Münzberg

- Polské Beskydy
- Autoportrét
- Feldblumen in Vase[13]Dom w Czeskim Cieszynie, w którym mieszkała Ida Münzberg

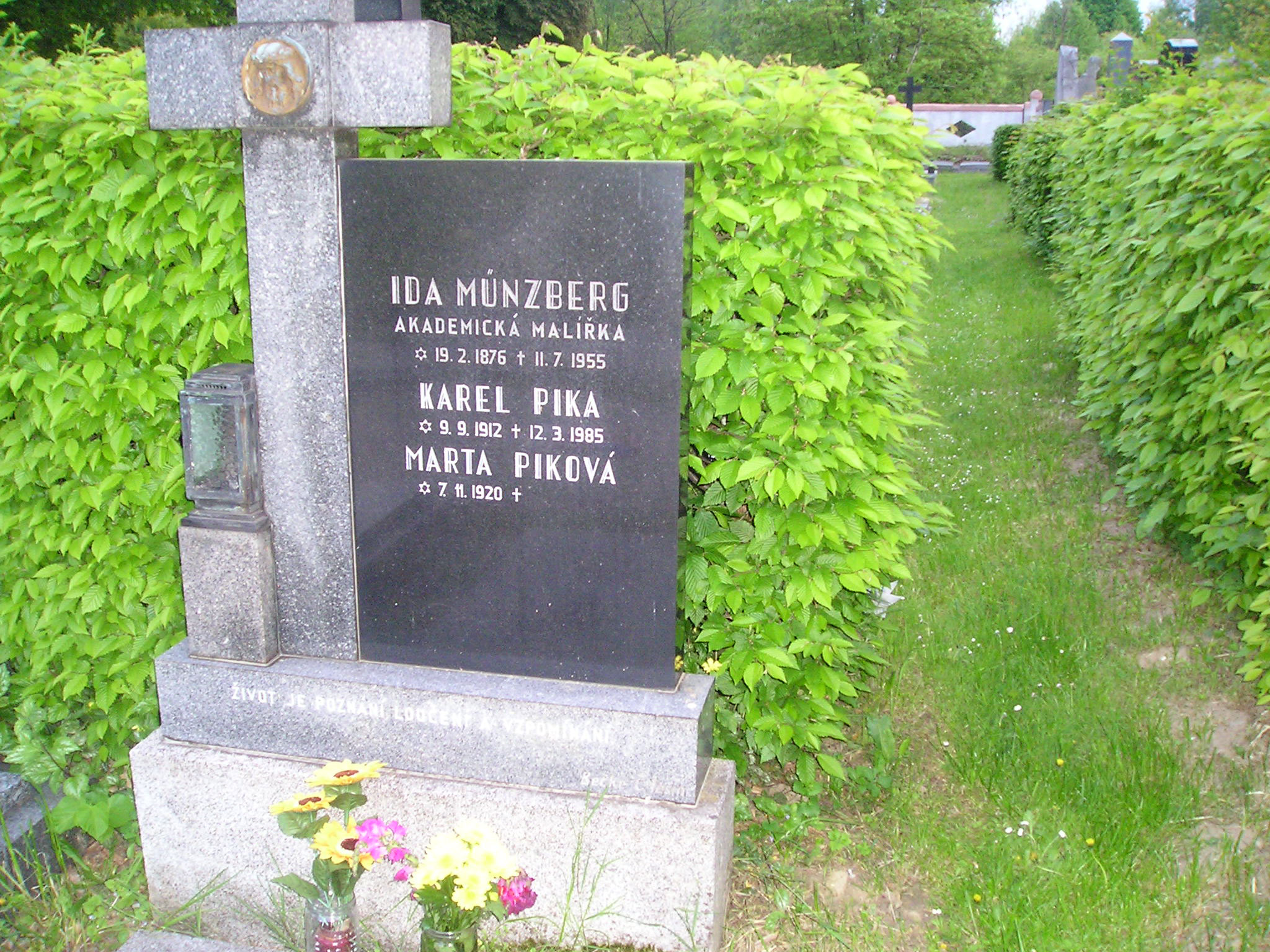
Grób Idy Münzberg

- Květiny[14]
- Dítě 1
- Dítě 2
- Grünzig
- Kytice[15]
- Olza
- Slezská dívka
- Vesnice